# (26971) Sezimovo Ústí
(26971) Sezimovo Ústí, désignation internationale (26971) Sezimovo Usti, est un astéroïde de la ceinture principale.

## Description
(26971) Sezimovo Usti est un astéroïde de la ceinture principale. Il fut découvert le 25 septembre 1997 à l'Observatoire Kleť par Miloš Tichý et Zdeněk Moravec. Il présente une orbite caractérisée par un demi-grand axe de 2,68 UA, une excentricité de 0,02 et une inclinaison de 6,8° par rapport à l'écliptique.

## Compléments